# Mikuláš mladší Trčka z Lípy
Mikuláš mladší Trčka z Lípy na Lichnici († 1516 v Mladé Boleslavi) byl český šlechtic, jeden z nejvýznamnějších mužů v historii rodu Trčků z Lípy. Díky své politické a obchodní obratnosti dokázal výrazně rozšířit rozsah rodových území a stal se jedním z nejbohatších mužů v Čechách.

## Životopis

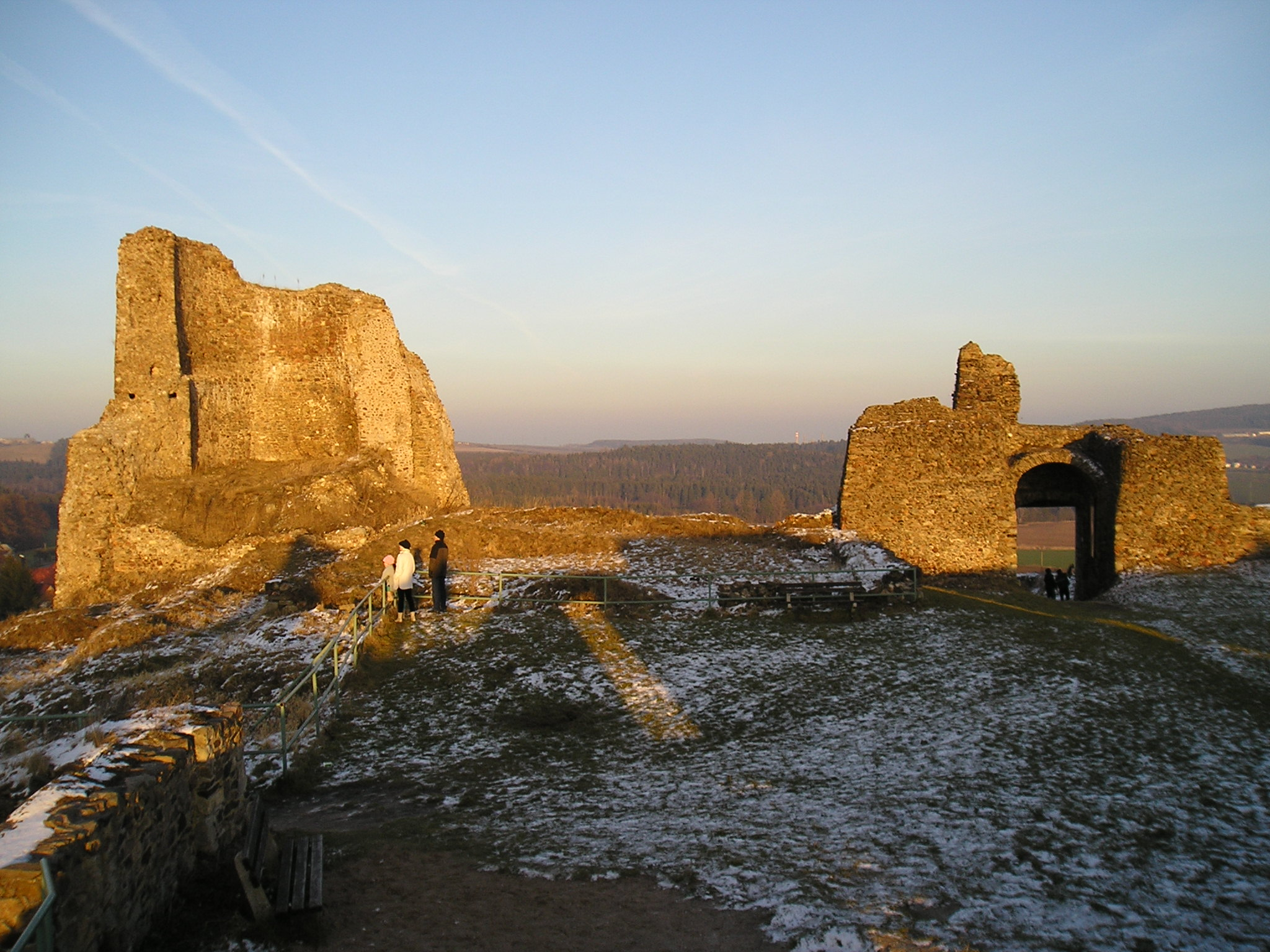
Ruiny hradu Lichtenburk

Byl synem nejvyššího písaře Buriana Trčky z Lípy († 1468) a Doroty Otmarové z Holohlav. Jeho strýcem byl Mikuláš starší Trčka z Lípy a na Vlašimi.
Roku 1489 získal zápis od krále Vladislava na hrad Lichtenburk, od nějž odvozoval i své jméno. Toužil utvořit spojité území, které by patřilo jeho rodu, a tak začal postupně skupovat panství i vesnice v jeho okolí. Soustředil se na území v okolí Hradce Králové, kde během pouhých deseti let získal obrovské majetky. V roce 1494 koupil hrad Opočen. O rok později, v roce 1495 přikoupil za 20 tisíc uherských zlatých město Opočno s celým opočenským panstvím včetně Dobrušky, Pulic, Semechnic, Křovic, Trhové Kamenice, Mělčan, Příčna, Radliště, Cháborů, Trnova a části Domašína a Pohoří a ještě tentýž rok za 2200 kop Rychnov nad Kněžnou. V roce 1496 přidal do svého vlastnictví Třebechovice s okolními statky. V letech 1497 až 1498 získal nákupy další vesnice v okolí opočenského panství a rozsáhlé panství smiřické včetně Smiřic. v Roce 1499 obdržel od krále Vladislava Chotěboř včetně zbořeného hradu Vildštejna, v roce 1500 přikoupil Trhovou Kamenici a zámek ve Svobodných Hamrech. V roce 1511 přikoupil další tři velká panství: děčínské, kamenické a benešovské.
V roce 1515 prodal Mikuláš Děčínské panství s hradem Vrabincem, Českou Kamenicí a pustým hradem Ostrý v severních Čechách za 70 000 kop českých grošů bratřím Hanušovi, Volfovi a Bedřichovi ze Salhausenu. Po rozdělení majetku mezi Saalhauseny v roce 1522 připadl Děčín Hanušovi ze Salhausenu, který jej v roce 1534 prodal Rudolfovi z Býnova.

### Zazdění nevěrné ženy
Svou manželku Mikuláš jednoho dne přistihl při nevěře. Oba milence pak připravil o život – svého služebníka Zdeňka Šanovce nechal stít, svou manželku zazdít. Prameny se však rozcházejí např. v konkretizaci místa, kde mělo k události dojít, i v tom, jak se Mikulášova žena jmenovala.
Sám zemřel v roce 1516. Děti neměl a svůj obrovský majetek rozdělil ve dvou závětích – statky v jihovýchodních Čechách zůstavil svému bratru Burianovi († 1522), východočeské panství odkázal své příbuzné Johance z Březovic.